# تصفيح الفتيات
التصفيح (tasfih) أو التصفاح كما يسميه البعض، يقال صَفَّحَ يُصَفِّحُ تَصفيحا أي حصّن الشيء وحماه، هو ظاهرة جاهلية قديمة منتشرة في المجتمعات العربية، وهي أحد أنواع السحر المسمى بسحر الربط بالتصفيح، خلافا لسكان الغرب الذين يطلقون عليه اسم التغوار ويختلف اسمه باختلاف المناطق والجهات.

## الهدف
تظن عديد العائلات (خاصة في المناطق الريفية) أن التصفيح يحمي بناتهن من فضّ بكارتهن إلى حين قدوم موعد زواجهن حينها يتم عكس العملية لفض التصفيح (المفترض). ويعكس ذلك ثقافة تقليدية محافظة تعتقد أن شرف الفتاة ومن ورائها عائلتها يتلخص في البكارة. لم تعد عادة التصفيح منتشرة كما في العهود السابقة لكنها ما تزال حاضرة خاصة في صفوف الفتيات الريفيات.

## طريقته
يُجرى سحر التصفيح من قبل بعض النسوة المختصّات، عبر عديد الطريق المختلفة حسب المكان وحسب طريقة المشعوذة. وإحدى أشهر طرق التصفيح تكون عبر إجراء سبعة جروح (أو ما يسمَّى "بالتشلاط") في فخذ الفتاة عادة (وقد يختلف مكان إجراء الجروح عن الفخذ) مع تمتمة بعض التعاويذ وجعل الفتاة تأكل بعض حبات الزبيب المخلوط بالدم الناتج عن جرحها.
كذلك توجد طريقة أخرى عبر جعل الفتاة تعبر فوق خيط أو غربال (أو سيف أو أشياء أخرى) جيئة وذهابا سبع مرات، توجد عديد الطرق الأخرى الموثقة في أبحاث أجريت في الجامعة حول المسألة ويقدر عدد الطرق بإحدى وعشرين طريقة.
يتم سحر التصفيح قبل البلوغ في سن مبكرة لا تتجاوز العشر سنوات الأولى من عمر الفتاة.

## إزالة التصفيح
في الدين الإسلامي، يتم إزالة سحر التصفيح -وأي نوع آخر من السحر- عبر الرقية الشرعية، التي تتم من قِبَلِ من يُعرف عنه الصلاح والورع من الرقاة الشرعيين غير المستعملين للسحر ولا للجنّ، عن طريقة رقية مفهومة الألفاظ بارزة المعنى مأخوذة من القرآن الكريم وسنة رسول الله صلى الله عليه وسلم.
ولكن بعض النسوة مازلن يقمن بفك هذا السحر بنفس الطريقة التي تم بها، عند نفس المشعوذة غالبا مع تلاوة تعويذات لا يعلمها إلا هنّ، ما يتنافى وتعاليم الدين الإسلامي.

## حقيقة التصفيح
تقول بعض الشهادات بفعالية عملية التصفيح (أي أن الفتيات لا يستطعن إقامة علاقة جنسية وهن مصفحات لاستحالة ذلك)، ومع افتقاد دليل علمي على حديثهن قد تكون فرضية أن التصفيح له انعكاسات نفسية على الفتاة مما يسبب تصلبا في عضلات الفخذين أو حتى المهبل يمنعهن من إقامة علاقة جنسية ويزول ذلك التصلب مع إزالة التصفيح وزوال العقدة النفسية أو الأثر النفسي له وبالتوالي تمكنهن من القيام بعلاقة جنسية دون مشاكل.
تبقى عملية التصفيح مسألة للدراسة العلمية حيث أن الأثر النفسي وانعكاسه على الجسد يبقى موضوع بحث من قبل المختصين في هذه المسألة.

## تصفيح الرجال أو "الربط"
من المفترض أنه توجد عملية مشابهة للتصفيح للرجال وتسمى الربط (أي ربط الرجل على إتيان المرأة) لكن تبقى المسألة في حدود الحديث المتداول في غياب أي بحث علمي رصين للمسألة (حتى الآن).